# Cresa (larva)
Se denomina cresa a ciertas larvas, especialmente las de las moscas. El término también puede referirse a los huevos depositados por la abeja reina o los que las moscas comunes depositan sobre la carne.

## Apariencia
El cuerpo de las cresas es ápodo, delgado y acéfalo. Sin embargo, la cabeza real de la cresa está metida dentro del cuerpo.

## En la filosofía
Las cresas tienen un lugar recurrente en la historia de la filosofía, especialmente entre los siglos XVI y XVII. Aparece en los Ensayos de Montaigne así como en los Pensamientos de Pascal. También es mencionada la cresa en las obras de Gassendi, Cyrano de Bergerac y Charles Sorel.

## En la Biblia
En la Biblia se menciona a las cresas por su habilidad para subsistir en la materia orgánica muerta. Del mismo modo, las cresas comenzaban a aparecer en el maná si no era consumido en el acto; con la excepción de que si se guardaba hasta el sábado, esto no sucedía.